# Cârțișoara
Cârțișoara là một xã thuộc hạt Sibiu, România. Dân số thời điểm năm 2002 là 1157 người.